# 道の駅あぐりーむ昭和

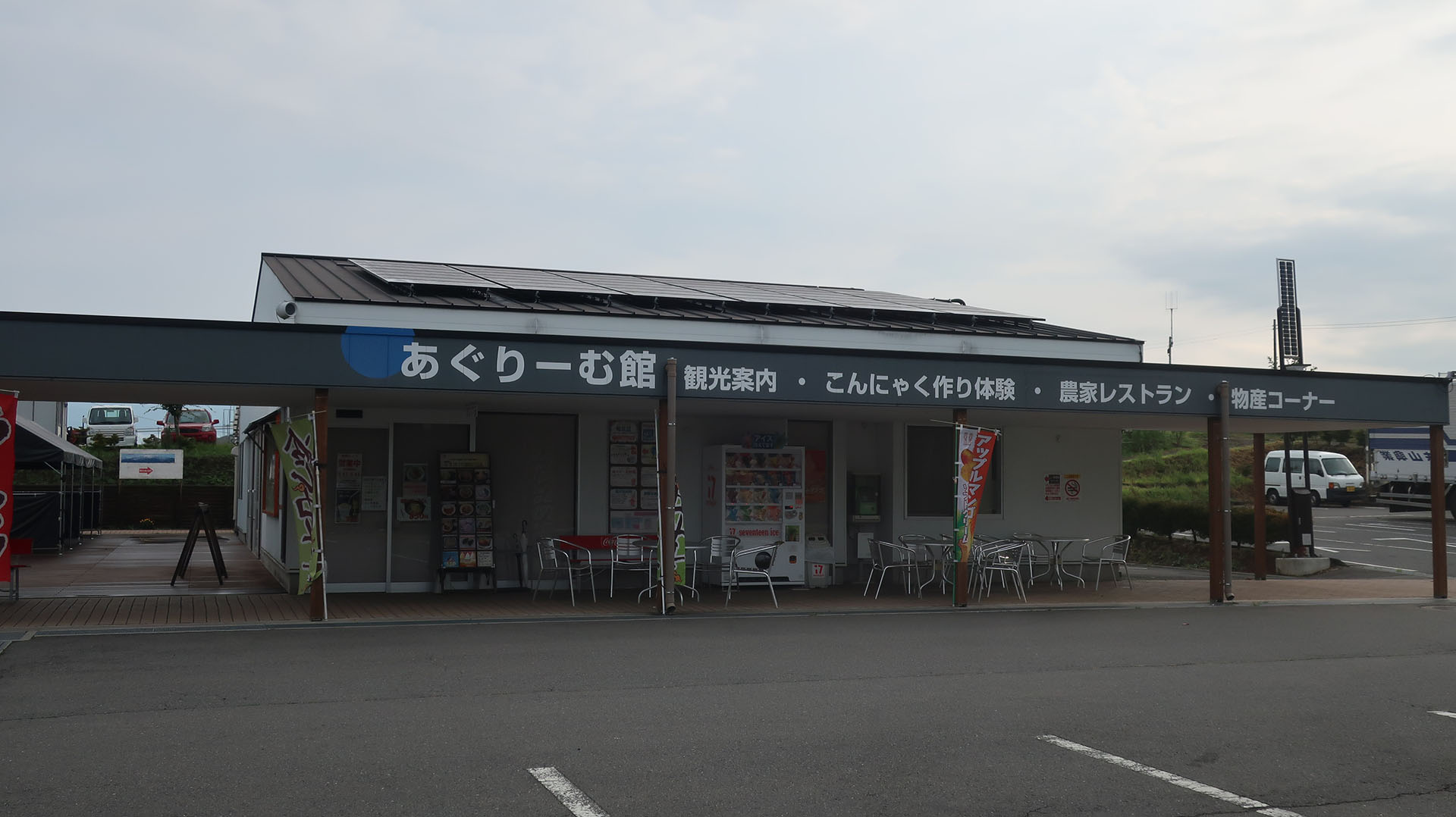
観光農業交流センター・あぐりーむ館

道の駅あぐりーむ昭和（みちのえき あぐりーむしょうわ）は、群馬県利根郡昭和村にある群馬県道65号昭和インター線・村道の道の駅である。

## 施設
- 駐車場（小型車65台、大型車6台、身障者用2台）
- トイレ（男10、女7、身体障害者用1）
- 観光案内所
- 農産物直売施設・旬菜館
- レストラン・旬菜館食堂 農家レストランさくら工房
- 観光農業交流センター・あぐりーむ館
- 足湯

## 休館日
- 水曜日（食堂）
- 12月31日 - 1月4日（農産物直売所、観光案内所）

## 道路
- 群馬県道65号昭和インター線 - 登録路線
- 村道森下赤城原線 - 登録路線
- 関越自動車道・昭和インターチェンジ

## 周辺
- キヤノン電子赤城工場
- 赤城高原サービスエリア
- 片品川